# تل حمران
تل حمران يقع بولاية بلخ شمال أفغانستان. تأتي أهميته من معتقد أفغاني بأن علي قد دفن سرا هناك في مدينة صغيرة اسمها «بلخ» وتبعد مسافة 20 كم عن مدينة «مزار شريف» عاصمة الولاية. وذلك خلافا لما عرف عنه أنه دفن في النجف في العراق.